# Royal Antigua and Barbuda Defence Force
La Forza di difesa di Antigua e Barbuda (in inglese Antigua and Barbuda Defence Force, RABDF) è un'unità militare mista di esercito e guardia costiera, e costituisce l'unica forza armata della piccola nazione caraibica di Antigua e Barbuda; insieme a Barbados, Antigua e Barbuda è l'unica nazione dei Caraibi orientali a mantenere una forza militare indipendente dalla normale polizia civile (in questo caso, la Royal Police Force of Antigua and Barbuda).
Inizialmente composta da sole forze terrestri, nel 1995 la RABDF ha assorbito al suo interno la Antigua and Barbuda Coast Guard, precedentemente parte della polizia civile con il nome di Marine Unit of the Antigua and Barbuda Defence Force. Scopo della RABDF è quello di garantire la sicurezza e la difesa della nazione e delle sue acque territoriali, di contrastare il contrabbando di droga e l'inquinamento marino, di condurre operazioni di ricerca e soccorso e di assistere la polizia nel mantenimento dell'ordine interno, soprattutto durante incidenti e calamità naturali. Antigua e Barbuda è inoltre membro del Regional Security System (RSS), un'organizzazione internazionale incaricata della difesa e della sicurezza delle ex colonie britanniche dei Caraibi orientali, e membri della RABDF hanno partecipato a molte delle operazioni messe in atto dalla RSS nel corso della sua attività.

## Storia
La prima formazione armata costituita da nativi di Antigua venne creata nel 1897, quando l'isola era ancora una colonia britannica: la Antigua Volunteer Force era una piccola formazione di volontari, finanziata in gran parte dai coltivatori di canna da zucchero per garantire la protezione delle piantagioni stesse. Diversi volontari provenienti da Antigua e Barbuda prestarono servizio nel British West Indies Regiment e nel Caribbean Regiment, due formazioni dell'esercito britannico reclutate tra le colonie dei Caraibi per prestare servizio nei due conflitti mondiali; altri volontari prestarono invece servizio nel West India Regiment, la forza militare dell'effimera Federazione delle Indie Occidentali esistita dal 1958 al 1962.
La Antigua and Barbuda Defence Force venne formalmente istituita con la legge di difesa del 1º settembre 1981, precedendo di due mesi la proclamazione dell'indipendenza delle isole dal Regno Unito e vincendo qualche iniziale resistenza tra gli ambienti politici della nazione; la forza incorporò la vecchia Antigua Volunteer Force e diversi ex membri del defunto West India Regiment. La piccola forza vide la sua prima azione già nell'ottobre del 1983, quando 14 soldati di Antigua vennero schierati a Grenada nell'ambito dell'Operazione Urgent Fury, inseriti all'interno di una forza multinazionale della RSS; un secondo impiego operativo fuori dai confini nazionali si ebbe nell'agosto del 1990, quando 12 militari della RABDF fecero parte di un contingente della RSS inviato a Trinidad e Tobago dopo un fallito tentativo di colpo di Stato. Nel 1995 la struttura della forza venne riformata, riunendo tutte le unità da combattimento terrestre nell'Antigua and Barbuda Regiment e incorporando sotto il suo comando la guardia costiera nazionale. Nel 1995, alcuni membri della RABDF parteciparono alla loro terza missione fuori dai confini nazionali quando un piccolo contingente di Antigua e Barbuda venne schierato ad Haiti nell'ambito dell'Operazione Uphold Democracy.

## Struttura
Con un organico di circa 215 uomini in servizio attivo permanente, la RABDF si struttura su quattro principali unità:
- 1º Battaglione, Antigua and Barbuda Regiment: è la principale unità da combattimento terrestre, strutturata su una compagnia comando, una compagnia di fanteria regolare, una di volontari e una di supporto; inizialmente addestrata come una normale forza di fanteria leggera, dal 2005 è stata trasformata in una unità di fanteria di marina, onde meglio contribuire alle operazioni della guardia costiera nazionale.
- Coast Guard: è la componente navale della RABDF, che dispone di una propria unità di genieri (responsabile della manutenzione delle imbarcazioni), di una unità amministrativa, e di una "flottiglia" comprendente quattro piccoli pattugliatori costieri, usati per le attività di sorveglianza e di ricerca e soccorso.
- Service and Support Unit: creata nel 1997, è una unità composita che provvede ai bisogni logistici e amministrativi dell'intera forza, come pure alle attività di polizia militare, intelligence, trasporti e assistenza medica.
- Antigua and Barbuda Cadet Corps: si tratta di una organizzazione militare giovanile, rivolta a fornire addestramento militare a volontari provenienti dalle scuole superiori della nazione, sia per la guardia costiera che per il reggimento.
- Antigua and Barbuda Defence Force Air Wing: è la componente aerea della RABDF, che è stata fondata il 12 aprile 2022, ed ha il compito di assicurare missioni di ricerca e salvataggio, trasporto di truppe, soccorsi in caso di catastrofi umanitarie e servizi di evacuazione medica.